# Тупой жирный заяц
«Тупой жирный заяц» — российский кинофильм 2006 года режиссёра Славы Росса.

## Сюжет
Главный герой — актёр Аркаша Сапёлкин (Алексей Маклаков) — последние десять лет играет в театре роль Зайца, но разве этого просит душа? И он начинает «творить» прямо в костюме жёлтого зайца! Его не удерживают ни выговоры, ни угрозы директора театра (Владимир Долинский). «Высшие силы» в лице Никиты Сергеевича Михалкова приходят к нему во сне, благословляют на настоящее творчество. Полный решимости Аркадий вступает в бой за право быть художником.
После этого у него неожиданно появляется спонсор (Александр Баширов), владелец колбасных цехов, который провозглашает новое направление в творчестве детского театра: «Секс и ужасы — вот то, что нужно простому зрителю!». Он открывает в театре колбасную точку и начинает репетировать новое шоу «Плоть, или Вампиры навсегда». Неожиданно Аркаша Сапёлкин получает в новом спектакле главную роль.

## Жанр
Режиссёр Слава Росс задумывал фильм как грустную комедию: «Внутренним ориентиром для меня были комедии Георгия Данелии. «Осенний марафон», например. Хотя мое кино трансформировалось в нечто совершенно другое, вышла, наверное, трагикомедия. Я хотел показать взаимоотношения людей, живущих в театре, их надежды, их судьбы – материал сам определил жанр».

Я же начинал как актёр. И этот фильм — мой низкий поклон друзьям-актёрам, которые остались в провинции играть «зайцев и козлов». Тупой жирный заяц — это, конечно, аллегория. Это человек, который никому не нужен, который годами сидит без ролей. И я сидел в своё время без ролей и знаю, что это такое. Я знаю, что такое похмельные новогодние сказки, сам участвовал в выездных спектаклях по области — это тихий ужас.— режиссёр Слава Росс

## В ролях
| Актёр               | Роль                       |
| ------------------- | -------------------------- |
| Алексей Маклаков    | Заяц                       |
| Владимир Долинский  | директор                   |
| Александр Баширов   | спонсор                    |
| Софья Олейник       | Василиса                   |
| Никита Михалков     | Никита Сергеевич, камео    |
| Сергей Бехтерев     | режиссёр Болеслав Адамович |
| Слава Росс          | Алексей Эдуардович, козёл  |
| Ольга Матушкина     | Белка                      |
| Андрей Бронников    | Пётр Лесоруб               |
| Роман Артемьев      | Свинка Кеша                |
| Викентий Волчанский | Свинка Геша                |
| Валерий Прохоров    | дядя Гриша                 |
| Ёла Санько          | Курица                     |
| Татьяна Кузнецова   | помреж                     |
| Марианна Шульц      | секретарша                 |

## Создатели
- Режиссёр-постановщик — Вячеслав Росс
- Сценарист — Вячеслав Росс
- Продюсеры — Игорь Чекалин, Вячеслав Росс
- Оператор-постановщик — Максим Шинкоренко
- Художник- постановщик — Александр Ковалев
- Звукорежиссёр — Александр Абрамов
- Художник по костюмам — Мария Ртищева
- Художник по костюмам — Светлана Гарпинченко
- Режиссёры — Наталья Углицких, Алексей Серебренников
- Операторы — Георгий Блинов, Михаил Онипенко
- В фильме использована музыка Максима Покровского и Дмитрия Носкова

## Награды
- 2007 — VIII Открытый Кинофестиваль Комедии «Улыбнись, Россия!»: Приз за лучший двойной дебют (режиссёр и продюсер) — Славе Россу, Приз за лучшую мужскую роль — Алексею Маклакову[2].
- 2007 — 15-й Кинофестиваль Российского Кино в Онфлёре (Франция): Приз Регионального совета Нормандии за лучший дебют и Приз за лучший сценарий[3].
- 2008 — Национальная профессиональная премия за лучший продюсерский дебют «СНЯТО!»: Специальный приз «Понизовая вольница», учрежденный Оргкомитетом в честь 100-летия Российского кинематографа и в память о славных русских пионерах-продюсерах «за смелость и упорство, азарт и риск»[4].
- 2006 — Festival of Nations (Эбенси, Австрия): Приз «Бронзовый медведь».
- 2008 — 3rd Schweitzer Lakedance Film Festival (Sandpoint, Idaho) (США): Приз за лучший иностранный фильм.
- 2008 — 56th The Columbus International Film + Video Festival (CIFVF) (США): Главный приз — «The Chris Statuette» — (Fat Stupid Rabbit, Slava Ross, VGIK)[5].